# 8 citas
8 citas es una película española de 2008 escrita y dirigida por Peris Romano y Rodrigo Sorogoyen. La película es una comedia romántica coral ubicada en Madrid, que cuenta ocho historias diferentes que se entrecruzan entre sí. Fue estrenada en España el 18 de abril de 2008.

## Argumento
El amor es contado a través de 8 historias, que desgranan cada una de las fases por las que pasa el amor.
El comienzo cuando nace el amor, cuando el sexo llega antes que la confianza en la pareja, la segunda cita, conocer al entorno de la pareja, cuando tu vida se adapta a la otra persona, cuando la monotonía irrumpe, cuando acaba el amor y cuando vuelve de nuevo.
1. Encuentro "Si el amor es la respuesta, ¿Cuál es la pregunta?"
2. Enamorarse "A partir de aquí todo es mejorar"
3. Citados "Durante una cita los hombres se preguntan si habrá suerte, las mujeres ya lo saben"
4. Familia "En una relación hay que luchar contra todo, excepto contra la familia"
5. Rutina "El matrimonio es el primer paso hacia el divorcio"
6. Celos "Recuerda. Siempre hubo alguien antes que tú: su ex"
7. Superación "Lo que no podemos hacer solos, podemos hacerlo juntos"
8. Reencuentro "Bien está lo que bien acaba"

## Reparto
| Intérprete             | Personaje        |
| ---------------------- | ---------------- |
| Fernando Tejero        | Antonio          |
| José Luis García-Pérez | Rafa             |
| Belén López            | Sofía            |
| Cecilia Freire         | Nuria            |
| Raúl Arévalo           | Jesús            |
| Javier Rey             | Pablo            |
| Marta Nieto            | María            |
| Alicia Rubio           | Novia boda       |
| Jesús Caba             | Edu              |
| Maxi Iglesias          | Hermano de Juan  |
| Ana Wagener            | Maite            |
| Verónica Echegui       | Vane             |
| Jordi Vilches          | Juan             |
| Gabriel Chame          | Luis             |
| Jesús Guzmán           | Abuelo           |
| Marta Hazas            | Cris             |
| Adriana Ozores         | Rosa             |
| Daniel Muriel          | Chico 1          |
| Miguel Ángel Solá      | Fernando         |
| Alfonso Bassave        | Alfonso          |
| Tzeitel Rodríguez      | Recepcionista    |
| Melani Olivares        | Natalia          |
| Jesús Olmedo           | Dani             |
| María Ballesteros      | Ana              |
| Arturo Valls           | Sergi            |
| Javier Pereira         | Jose             |
| Jorge Ventosa          | Gorila           |
| Aroa Gimeno            | Laura            |
| Nuria Ansón            | Chica 1          |
| Raquel Pérez           | Manoli           |
| Marco Martínez         | Lucas            |
| Enrique Asenjo         | Hombre funeraria |
| Silma López            | Claudia          |
| Belén Rueda            | Elena            |
| Cristina Arana         | Chica discoteca  |
| Clàudia Cos            |                  |
| Amaya González         | Chica 1          |
| Emilio Martínez-Borso  | Chico discoteca  |
| Alejandro Morellón     | Extra            |